# Istoria pașalâcului Kosovo

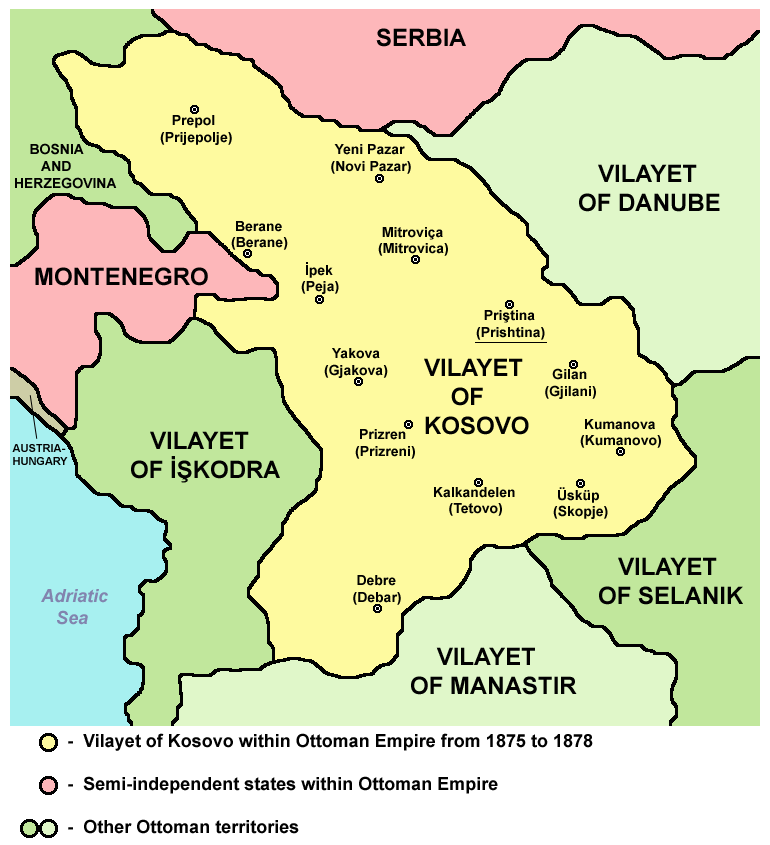
Vilaietul Kosovo, 1875-1878

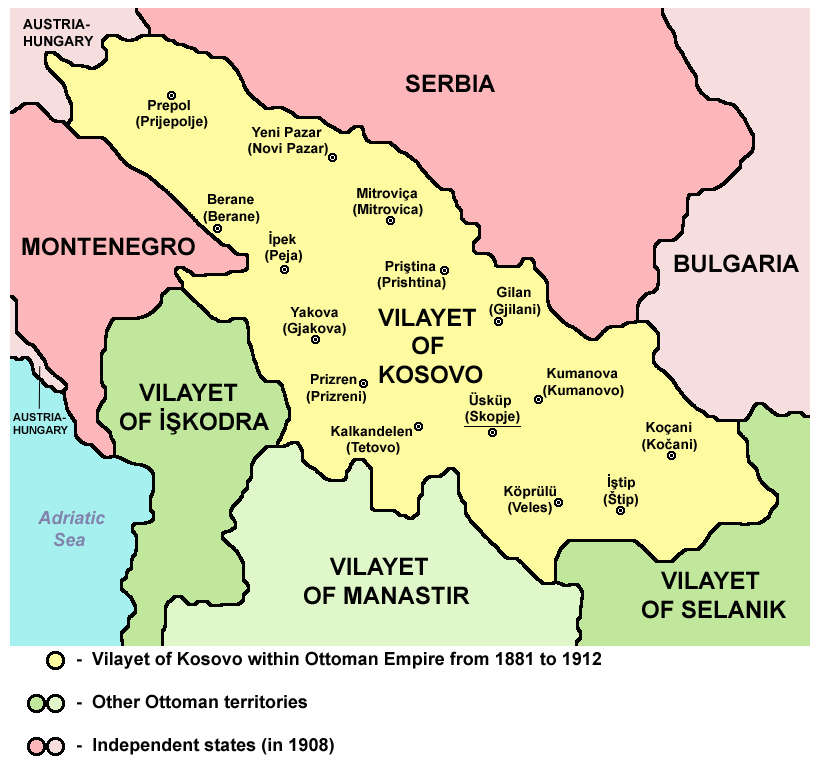
Vilaietul Kosovo, 1881-1912

Provincia Kosovo a fost o regiune a Imperiului Otoman din 1455 până în 1912, la început ca parte din pașalâcul Rumelia, iar din 1864 ca provincie separată.
În această perioadă cele mai multe districte administrative (cunoscute sub numele de sanjaks ( "bannere" sau districte), fiecare guvernată de un sanjakbey (aproximativ echivalente cu "senior de district")) au inclus părți din teritoriu ca parte în teritoriul lor.

## Istorie
În 1689 Kosovo a fost foarte mult perturbată de Marele război turcesc (1683-1699), într-unul din evenimentele pivotare din mitologia națională sârbă. În octombrie 1689, o forță mică habsburgică condusă de Margrave Ludwig de Baden a zdrobit Imperiul Otoman și a ajuns departe până la Kosovo, în cele din urmă aveau să cucerească Belgradul. Mulți sârbi și albanezi au făgăduit loialitate față de austrieci, alții alăturându-se armatei lui Ludwig. Acest lucru a fost niciun efect universal de reacție; mulți sârbi și albanezi, au luptat alături de turci pentru a rezista avansării austriecilor. Un masiv contra-atac otoman a urmat vara reușind să-i alunge pe austriecii la cetatea lor de la Niș, apoi la Belgrad, iar în final înapoi peste Dunăre în Austria. Ofensiva otomană a fost însoțită de represalii brutale și jefuiri, determinând mulți sârbi - inclusiv pe  Arsenije al III-lea, Patriarh al Bisericii Ortodoxe Sârbe - să fugă împreună cu austriecii. Acest eveniment a fost imortalizat în istoria sârbă drept Velika Seoba sau "Marea Migrație". Tradiția spune că s-a datorat unui uriaș exod de sute de mii de sârbi refugiați din Kosovo și Serbia proprie, care a lăsat un vid umplut de un șuvoi de albanezi imigranți. Însuși Arsenije a scris un număr de "30.000 de suflete" (persoane fizice) care au fugit împreună cu el în Austria, confirmând numărul din alte surse.

### Renașterea națională
În 1878, una din cele patru vilaiete cu locuitori de albanezi, care a format Liga de la Prizren a fost vilaietul Kosovo. Scopul ligii a fost acela de a rezista la dominația și incursiunea otomană de emigranții sosiți din țările balcanice. 
În 1910, o organizație albaneză de insurecție a izbucnit la Priștina și, curând, se răspândise în întregul vilaiet al provinciei Kosovo, pentru o durată de trei luni. Sultanul a vizitat Kosovo în iunie 1911, în timpul convorbirilor de pace care acoperea toate zonele locuite de albanezi.

## Islamizarea
În ciuda impunerii dominației musulmanilor, un număr mare de creștini a continuat să trăiască și să prospere, chiar sub stăpânirea turcilor. Un proces de islamizare a început la scurt timp după începerea guvernării otomane, dar a fost nevoie de foarte mult timp - cel puțin un secol - prima dată a fost concentrată asupra orașelor. Se pare că mulți locuitori albanezi creștini s-au convertit direct la islam, decât să fie înlocuiți cu musulmanii din afara Kosovo. O mare parte din motivul pentru care au fost, probabil, convertiți a fost din cauză economică și socială, musulmanii au considerat că aveau mai multe drepturi și privilegii decât creștinii. Viața religioasă a creștinilor nu a încetat să continue, cele mai multe biserici au fost părăsite de turcii otomani, cu toate acestea, bisericile ortodoxe sârbe și romano-catolice și întrunirile lor au avut de suferit, datorită nivelului mare de impozit.

## Structura etnică
Informații suplimentare: Demografia provinciei Kosovo

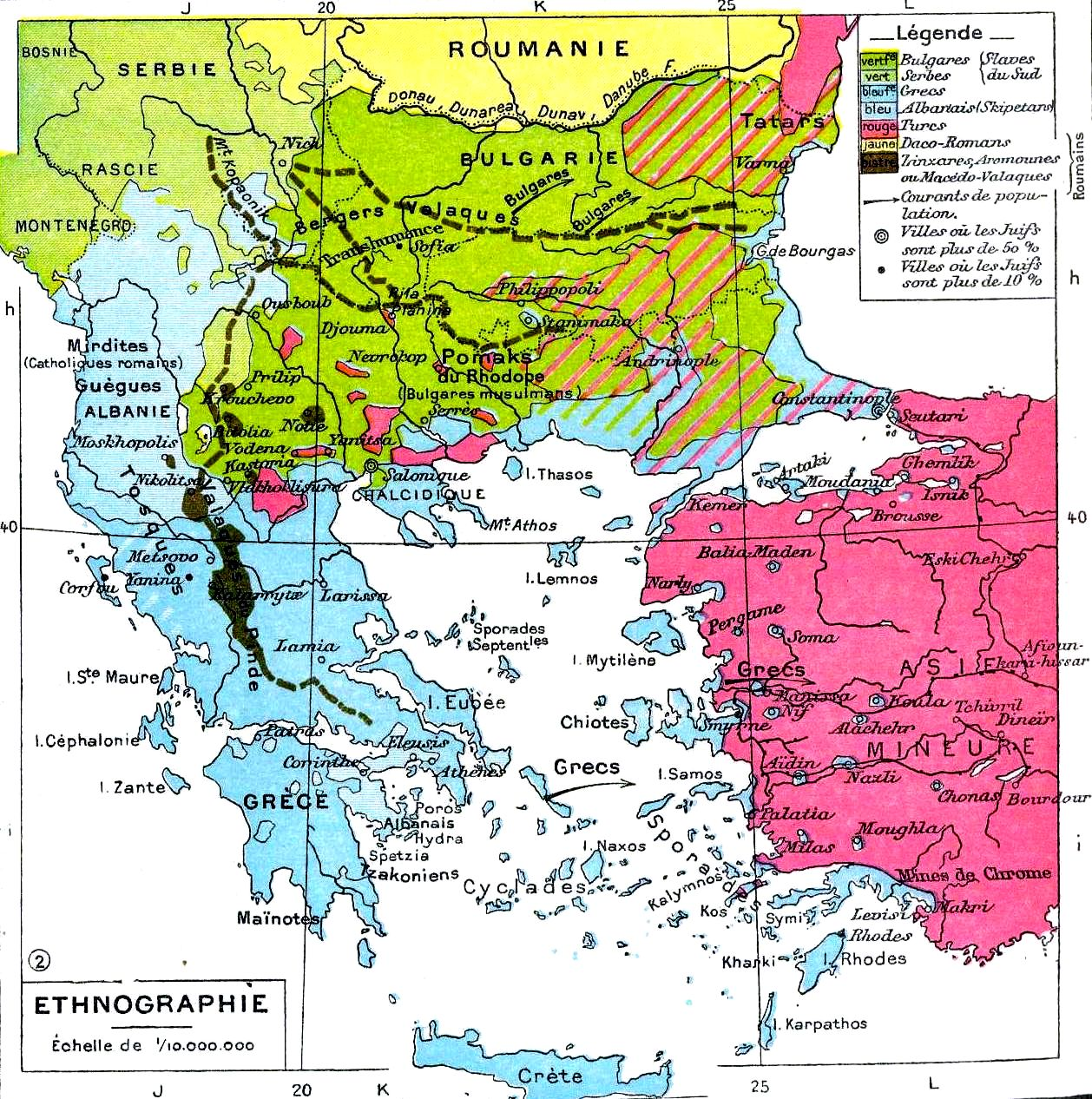
Harta etnografică a Balcanilor şi a Asiei Mici, Atlas Général Vidal-Lablache, Paris, 1898

În jurul secolului al XVII-lea, în care existau dovezi ale creșterii vizibile a populației albaneze, inițial în Metohia. Se susținea că acest lucru a fost rezultatul migrațiilor din sud-vestul provinciei (de exemplu, Albania modernă) și emigranții au adus religia islamică odată cu venirea lor. O dovadă sigură a migraților: mulți albanezi din Kosovo au numele de familie caracteristic locuitorilor din regiunea de nord a albanezilor din Malësi. Cu toate acestea, mulți au făcut la fel. De asemenea, este clar un număr mic de slavi - probabil membri ai Bisericii Ortodoxe Sârbe - s-convertit la islam în timpul dominației otomane. Astăzi, cei mai mulți musulmanii slavi din Serbia trăiesc în regiunea Sandžak din sudul Serbiei, la nord-vest de provincia Kosovo. Unii istorici consideră că a fost o pre-existență probabilă a albanezilor catolici în Metohia, iar mulți dintre ei s-au convertit la islam, dar au rămas strict o minoritate în marea comunitate a sârbilor din regiune.